# Fiskální federalismus
Fiskální federalismus je teoretický a praktický rámec, který zkoumá rozdělení finančních a správních odpovědností[ujasnit] mezi různými úrovněmi samosprávy, jako jsou federální, státní, či místní. Tento koncept analyzuje přerozdělovávání ekonomických zdrojů mezi těmito úrovněmi k zajištění efektivity, spravedlnosti a přiměřené decentralizace.
Fiskální federalismus zkoumá výhody a nevýhody fiskální decentralizace, daňové konkurence a rozdělení pravomocí souvisejících s daněmi, výdaji, půjčováním a regulacemi mezi jednotlivými úrovněmi samosprávy v rámci federací. Zároveň poskytuje teoretický rámec, založený na klíčových ekonomických principech, pro analýzu ústavního rozdělení moci a jejího praktického uplatnění s cílem maximalizovat veřejný prospěch.
Federalismus jako takový má pouze politické souvislosti – vychází z poznání, že existuje více než jedna úroveň samosprávy, z nichž každá je do určité míry suverénní ve svých rozhodnutích a v demokraciích funguje jako protiváha centrální moci.

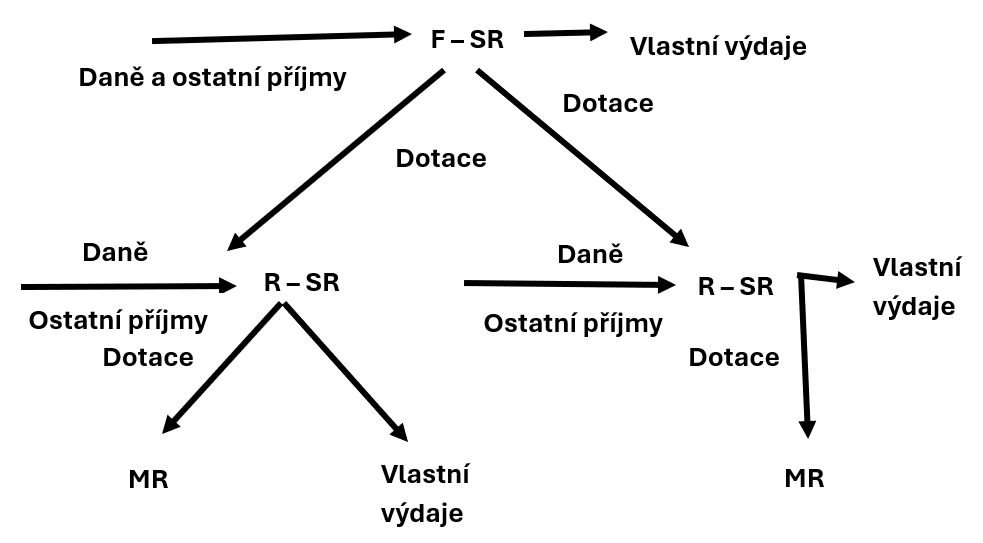
Kombinovaný model fiskálního federalismu

Termín fiskální federalismus poprvé použil v roce 1959 americký ekonom německého původu Richard Musgrave.

## Teorie
Zabývá se optimálním přerozdělením funkcí, financí a rozhodovacích pravomocí mezi jednotlivými úrovněmi samosprávy. Hlavními principy jsou efektivní poskytování veřejných statků, vyrovnávání regionálních rozdílů a zajištění daňových příjmů odpovídajících odpovědnostem.[ujasnit]
Teorie praktického fiskálního federalismu
Zaměřuje se na to, jak samosprávy skutečně rozdělují finance a odpovědnosti, například prostřednictvím dotací, daňového sdílení nebo grantových mechanismů.
Definice podle OECD
Fiskální federalismus označuje systém, v němž jsou finanční pravomoci a odpovědnosti decentralizovány na subcentrální vlády (regiony, státy, obce), přičemž je zajištěna koordinace mezi jednotlivými úrovněmi.
Subcentrální vlády (samosprávy) mají programovou autonomii, tj. výlučnou pravomoc rozhodovat o určitém okruhu hospodářské politiky. Financují své výdaje převážně z autonomních příjmů, tj. příjmů získaných z daní, u kterých mají pravomoc stanovovat sazby nebo základy daní.

## Modely

### Horizontální model
Pohyb finančních prostředků zejména mezi jednotlivými institucemi veřejné správy v úrovni jedné samosprávy, a tedy i rozpočtové úrovni. Horizontální nerovnováha souvisí s rozdíly mezi regiony (chudé a bohaté oblasti).

### Vertikální model
Pohyb finančních prostředků mezi jednotlivými úrovněmi samosprávami. Rozdíly mezi příjmy a výdaji na různých úrovních samosprávy. Uplatňován zejména v anglosaských zemích

### V praxi
- Centralizovaný model – Příjmy plynou do státního rozpočtu a následně jsou rozdělovány v podobě rozpočtů samospráv. Velmi nízká míra soběstačnosti nižších samosprávních úrovní.
- Decentralizovaný model – Příjmy jdou přímo do jednotlivých rozpočtů samospráv. Úplná míra finanční samostatnosti nižších samosprávních úrovní bez existence přerozdělovacích procesů uvnitř rozpočtové soustavy.
- Kombinovaný model – Kombinace horizontálního a vertikálního modelu. V České republice je kombinovaný model s určitými decentralizačními prvky.

### Model "Musgraveova trojúhelníku“
Podle Richarda Musgravea by měly být samosprávní funkce rozděleny podle tří hlavních oblastí:
- Alokace zdrojů – Lokální samosprávy by měly poskytovat veřejné statky přizpůsobené místním potřebám, protože mají nejlepší znalost místní situace.
- Redistribuce příjmů – Centrální vláda má nejlepší nástroje k zajištění rovnosti, protože redistribuce vyžaduje zásahy na širší úrovni.
- Stabilizace ekonomiky – Centrální vláda by měla spravovat makroekonomickou politiku (např. měnovou a fiskální politiku).[12]

### Tieboutův model
Tento model z roku 1956 argumentuje, že decentralizace umožňuje občanům „hlasovat nohama“. Lidé se mohou přestěhovat do regionů, které nejlépe odpovídají jejich preferencím ohledně daní a poskytovaných služeb. Model podporuje konkurenci mezi místními samosprávami.

### Oatesův decentralizační teorém
William Oates tvrdí, že decentralizované vlády jsou efektivnější při poskytování veřejných služeb, protože mají bližší kontakt s občany. Hlavní principy:
- Lokální samosprávy by měly zajišťovat služby s místními dopady, zatímco centrální vláda by měla řešit otázky s meziregionálními externalitami.[13]
- Centralizace je užitečná tam, kde dochází k přeshraničním spillover efektům[ujasnit]